# Сєверне (Білогірський район)
Сє́верне (до 1948 року — Джеппа́р, крим. Ceppar) — село в Україні, у Білогірському районі Автономної Республіки Крим. Підпорядковане Василівській сільській раді.

## Історія

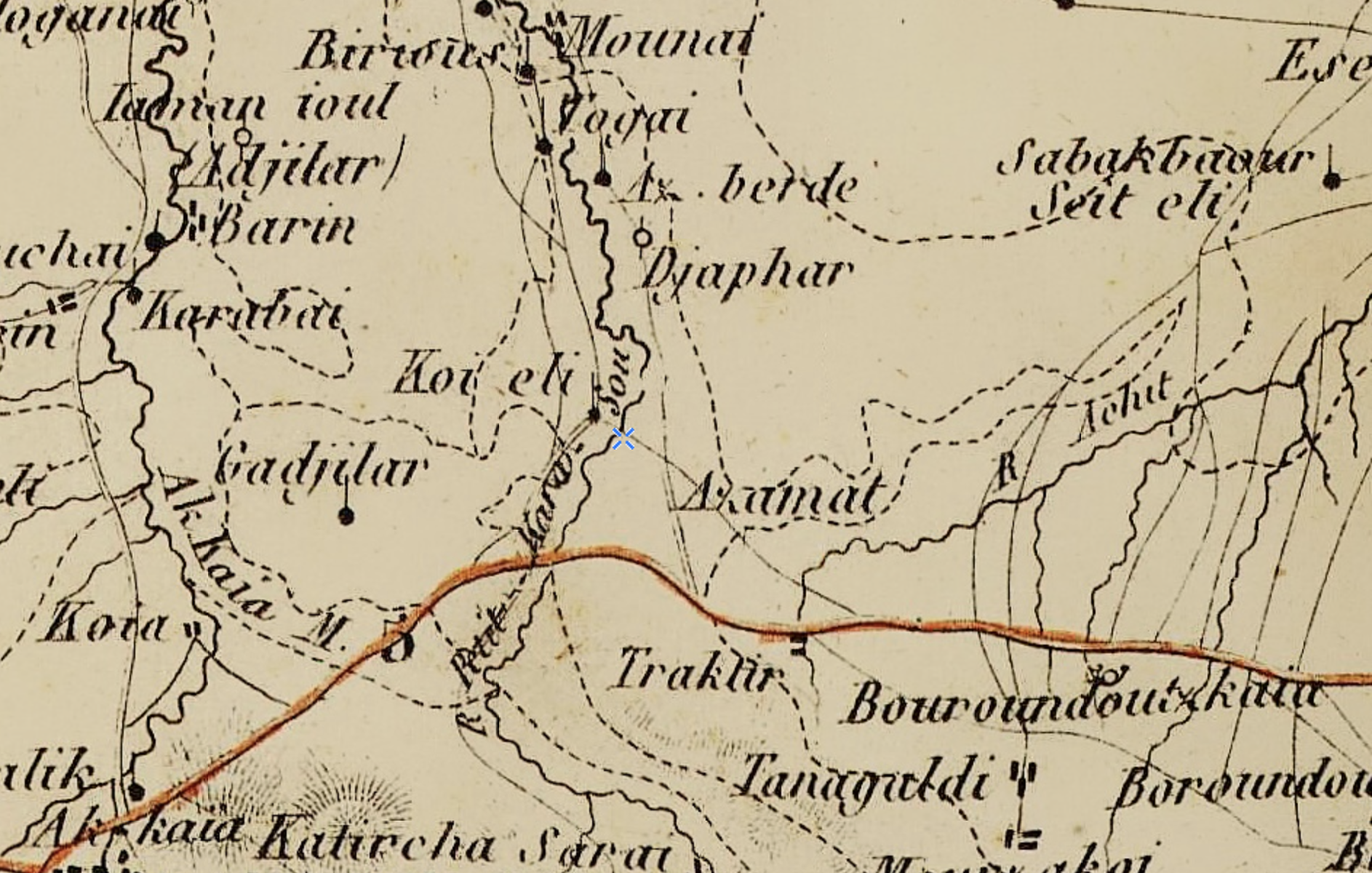
Карта Криму 1854 р. Ернеста Бурдіна

Перша документальна згадка села зустрічається в Камеральному Описі Криму … 1784, судячи з якого, в останній період Кримського ханства Джаафер входив в Ширинський кадилик Кефінського каймаканства. Після анексії Криму Російською імперією (8) 19 квітня 1783, (8) 19 лютого 1784, іменним указом Катерини II сенату, на території колишнього Кримського Ханства була утворена Таврійська область і село було приписано до Левкопольського, а після ліквідації в 1787 Левкопольського — до Феодосійського повіту Таврійської області. Після Павловських реформ, з 1796 по 1802 рік, входила до Акметецького повіту Новоросійської губернії. За новим адміністративним поділом, після створення 8 (20) жовтня 1802 Таврійської губернії, Джепар був включений до складу Урускоджинської волості Феодосійського повіту.
За Відомістю про кількість селищ, назви цих, у них дворів … що у Феодосійському повіті від 14 жовтня 1805, в селі Джапар вважалося 5 дворів і 35 жителів, виключно кримських татар. На військово-топографічній карті генерал-майора Мухіна 1817 позначено село Джаафер з 15 дворами. Після реформи волосного поділу 1829 Джапар віднесли до Борюської (варіанти: Берюська, Бурюкська) волості (перейменованої з Урускоджинської). На карті 1836 в селі позначені 15 дворів і будинок Кутінникова. Мабуть, у ці роки, внаслідок еміграції татар до Туреччини, село спорожніло і на карті 1842 Джапар позначений умовним знаком «мале село», тобто, менше 5 дворів.
У 1860-х роках, після земської реформи Олександра II, село приписали до Шейїх-Монахської волості. У «Списку населених місць Таврійської губернії за відомостями 1864», складеному за результатами VIII ревізії 1864, Джафар — володарське російське село з 8 дворами і 43 жителями при річці Малої Кара-Су (на триверстової карті Шуберта 18 у селі Джафар позначено 6 дворів). У «Пам'ятній книзі Таврійської губернії 1889», за результатами Х ревізії 1887, записаний Джапар з 29 дворами і 111 жителями. На верстової карті 1890 в селі позначено 13 дворів з російським населенням. За «…Пам'ятною книжкою Таврійської губернії на 1892 рік» у селі Джепар, що входило до Василівського сільського товариства, вважалося 40 жителів у 8 домогосподарствах, а в безземельному селі Джапар, що не входило в жодне сільське суспільство, було 17 жителів, у яких господарств не було.
Після земської реформи 1890-х років, яка в повіті Феодосії пройшла після 1892 року, Джафар віднесли до Салинської волості того ж повіту. За «Пам'ятною книжкою Таврійської губернії на 1900 рік» в селі Джепар, що входило до Василівського сільського товариства, було 112 жителів у 27 дворах. У Статистичному довіднику Таврійської губернії. ч. Друга. Статистичний нарис, випуск п'ятий повіт Феодосії, 1915 рік Джепар не згадується.
Після встановлення в Криму Радянської влади, за постановою Кримрівкому від 8 січня 1921 була скасована волосна система і село увійшло до складу новоствореного Карасубазарського району Сімферопольського повіту, а в 1922 повіти отримали назву округів. 11 жовтня 1923 року, згідно з постановою ВЦВК, до адміністративного поділу Кримської АРСР було внесено зміни, внаслідок яких округи ліквідувалися, Карасубазарський район став самостійною адміністративною одиницею і село включили до його складу. Згідно зі Списком населених пунктів Кримської АРСР по Всесоюзному перепису 17 грудня 1926 року, в селі Джапар, Василівської сільради (в якому село перебуває всю подальшу історію) Карасубазарського району, було 38 дворів, всі селянські, населення становило 155 з них 144 росіяни, 10 українців, один грек.
У 1944 році, після Кримськоʼ операції, 12 серпня 1944 року було прийнято постанову № ГОКО-6372с «Про переселення колгоспників у райони Криму», на виконання якої до району завезли переселенців: 6000 осіб з Тамбовської та 2100 — Курської областей. числі і в Бахчі-Елі, а на початку 1950-х років була друга хвиля переселенців з різних областей України. З 25 червня 1946 року Джапар у складі Кримської області РРФСР. Указом Президії Верховної Ради РРФСР від 18 травня 1948 року, Джапар (або Джепар) перейменували на село Северне (статус села, мабуть, присвоїли пізніше). 26 квітня 1954 року Кримська область була передана зі складу РРФСР до складу УРСР У період з 1954 по 1968 рік до Північного приєднали село Довге. За даними перепису 1989 року в селі проживало 124 особи. З 12 лютого 1991 року село у відновленій Кримській АРСР, 26 лютого 1992 року перейменованій в Автономну Республіку Крим. З 21 березня 2014 — окуповане Росією у складі Республіки Крим.